# Yoram Globus
Yoram Globus (Tiberiade, 21 ottobre 1941) è un regista e produttore cinematografico israeliano.
Il suo nome è collegato alla Cannon Films Inc., società di produzione cinematografica che acquistò assieme al cugino Menahem Golan nel 1979 e che fu attiva nel corso degli anni 1980. La Cannon Films Inc. ora fa parte della Metro-Goldwyn-Mayer.

## Filmografia

### Produttore

#### Cinema
- Fortuna, regia di Menahem Golan (1966)
- Nes B'Ayara, regia di Leo Filler (1968)
- Margo Sheli, regia di Menahem Golan (1969)

- Lupo, regia di Menahem Golan (1970)
- I falchi attaccano all'alba (Ha-Pritza Hagdola), regia di Menahem Golan (1970)
- Malkat Hakvish, regia di Menahem Golan (1971)
- Katz V'Carasso, regia di Menahem Golan (1971)
- I Love You Rosa (Ani Ohev Otach Rosa), regia di Moshé Mizrahi (1972)
- Shod Hatelephonim Hagadol, regia di Menahem Golan (1972)
- The House on Chelouche Street (Ha-Bayit Berechov Chelouche), regia di Moshé Mizrahi (1973)
- Kazablan, regia di Menahem Golan (1973)
- Abu el Banat, regia di Moshé Mizrahi (1973)
- Big Boss (Lepke), regia di Menahem Golan (1975)
- Chicago anni '30 via col piombo! (The Four Deuces), regia di William H. Bushnell (1975)
- Colpo da un miliardo di dollari (Diamonds), regia di Menahem Golan (1975)
- Diamante Lobo, regia di Gianfranco Parolini (1976)
- L'uomo di Santa Cruz (Kid Vengeance), regia di Joseph Manduke (1976)
- La notte dei falchi (Mivtsa Yonatan), regia di Menahem Golan (1977)
- Pop Lemon (Eskimo Limon), regia di Boaz Davidson (1978)
- A chi tocca, tocca...! (Agenten kennen keine Tränen ), regia di Gianfranco Baldanello e Menahem Golan (1978)
- Yisraelim Matzhikim, regia di Tzvi Shissel (1978)
- The Alaska Wilderness Adventure, regia di Fred Meader (1978)
- The Swap, regia di John C. Broderick (1979)
- Porky's Academy (Yotzim Kavua), regia di Boaz Davidson (1979)
- Imi Hageneralit, regia di Joel Silberg (1979)
- Il mago di Lublino (The Magician of Lublin), regia di Menahem Golan (1979)
- Nisuin Nusah Tel Aviv, regia di Joel Silberg (1979)
- The Godsend, regia di Gabrielle Beaumont (1980)
- Giarrettiera tutta matta (The Happy Hooker Goes Hollywood), regia di Alan Roberts (1980)
- Schizoid, regia di David Paulsen (1980)
- The Apple , regia di Menahem Golan (1980)
- Seed of Innocence, regia di Boaz Davidson (1980)
- Dr. Heckyl and Mr. Hype, regia di Charles B. Griffith (1980)
- Dodici rintocchi di terrore (New Year's Evil), regia di Emmett Alston (1980)
- Quella folle estate (Shifshuf Naim), regia di Boaz Davidson (1981)
- L'amante di Lady Chatterley (Lady Chatterley's Lover ), regia di Just Jaeckin (1981)
- L'invincibile ninja (Enter the Ninja), regia di Menahem Golan (1981)
- Il guerriero del ring (Body and Soul), regia di George Bowers (1981)
- Hospital Massacre, regia di Boaz Davidson (1981)
- One More Chance, regia di Sam Firstenberg (1981)
- Il giustiziere della notte n. 2 (Death Wish II), regia di Michael Winner (1982)
- L'ultima vergine americana (The Last American Virgin), regia di Boaz Davidson (1982)
- Correre per vincere (That Championship Season), regia di Jason Miller (1982)
- Reclute e seduttori (Sapiches), regia di Boaz Davidson (1982)
- Ahava Ilemeth, regia di Joel Silberg (1982)
- Il tesoro delle 4 corone (El tesoro de las cuatro coronas), regia di Ferdinando Baldi (1983)
- La casa delle ombre lunghe (House of the Long Shadows), regia di Pete Walker (1983)
- Dieci minuti a mezzanotte (10 to Midnight), regia di J. Lee Thompson (1983)
- L'avventuriera perversa (The Wicked Lady), regia di Michael Winner (1983)
- Nana: La vera chiave del piacere (Nana), regia di Dan Wolman (1983)
- Hercules, regia di Luigi Cozzi (1983)
- Sababa, regia di Tzvi Shissel (1983)
- Ninja la furia umana (Revenge of the Ninja), regia di Sam Firstenberg (1983)
- Sahara, regia di Andrew V. McLaglen (1983)
- La gang dei seduttori colpisce ancora (Roman Za'ir), regia di Dan Wolman (1983)
- I sette magnifici gladiatori, regia di Bruno Mattei e Claudio Fragasso (1983)
- Love Streams - Scia d'amore (Love Streams), regia di John Cassavetes (1984)
- Oltre il ponte di Brooklyn (Over the Brooklyn Bridge), regia di Menahem Golan (1984)
- Breakdance (Breakin'), regia di Joel Silberg (1984)
- American Yuppies (Making the Grade), regia di Dorian Walker (1984)
- I guerrieri del vento (The Ambassador), regia di J. Lee Thompson (1984)
- Sword of the Valiant - The Legend of Sir Gawain and the Green Knight, regia di Stephen Weeks (1984)
- Ollie & Jerry: Breakin'... There's No Stopping Us, regia di Joel Silberg (1984)
- A faccia nuda (The Naked Face), regia di Bryan Forbes (1984)
- I'm Almost Not Crazy: John Cassavetes - the Man and His Work, regia di Michael Ventura (1984)
- Bolero extasy (Bolero), regia di John Derek (1984)
- Exterminator 2, regia di Mark Buntzman (1984)
- Maria's Lovers, regia di Andrej Končalovskij (1984)
- Trancers (Ninja III: The Domination), regia di Sam Firstenberg (1984)
- Edut Me'ones, regia di Raphael Rebibo (1984)
- Agenzia omicidi (Grace Quigley), regia di Anthony Harvey (1984)
- Rombo di tuono (Missing in Action), regia di Joseph Zito (1984)
- Breakdance 2 (Breakin' 2: Electric Boogaloo), regia di Sam Firstenberg (1984)
- Prova d'innocenza (Ordeal by Innocence), regia di Desmond Davis (1984)
- Vacanze calde (Hot Resort), regia di John Robins (1985)
- Missing in Action (Missing in Action 2: The Beginning), regia di Lance Hool (1985)
- Un corpo da spiare (Mata Hari), regia di Curtis Harrington (1985)
- Il colpo segreto del ninja (Nine Deaths of the Ninja), regia di Emmett Alston (1985)
- Le avventure dell'incredibile Ercole, regia di Luigi Cozzi (1985)
- Assisi Underground (The Assisi Underground), regia di Alexander Ramati (1985)
- Una crociera da sballo (Harimu Ogen), regia di Dan Wolman (1985)
- Rappin', regia di Joel Silberg (1985)
- Le soulier de satin, regia di Manoel de Oliveira (1985)
- Amore e morte (Déjà Vu), regia di Anthony B. Richmond (1985)
- Space Vampires (Lifeforce), regia di Tobe Hooper (1985)
- Thunder Alley, regia di J.S. Cardone (1985)
- Guerriero americano (American Ninja), regia di Sam Firstenberg (1985)
- Tropicana Cabana Hotel (Hot Chili), regia di William Sachs (1985)
- War and Love, regia di Moshé Mizrahi (1985)
- Invasion U.S.A., regia di Joseph Zito (1985)
- Interno berlinese (The Berlin Affair), regia di Liliana Cavani (1985)
- Il giustiziere della notte 3 (Death Wish 3), regia di Michael Winner (1985)
- A 30 secondi dalla fine (Runaway Train), regia di Andrej Končalovskij (1985)
- Allan Quatermain e le miniere di re Salomone (King Solomon's Mines), regia di J. Lee Thompson (1985)
- Follia d'amore (Fool for Love), regia di Robert Altman (1985)
- Un complicato intrigo di donne, vicoli e delitti, regia di Lina Wertmüller (1985)
- Irit, Irit, regia di Naftali Alter (1985)
- Ha-Me'ahev, regia di Michal Bat-Adam (1985)
- Delta Force (The Delta Force), regia di Menahem Golan (1986)
- A gabbia nuda (The Naked Cage), regia di Paul Nicholas (1986)
- Field of Honor, regia di Dae-hie Kim e Hans Scheepmaker (1986)
- Vietnam: la grande fuga (Behind Enemy Lines), regia di Gideon Amir (1986)
- La legge di Murphy (Murphy's Law), regia di J. Lee Thompson (1986)
- America 3000 - Il pianeta delle amazzoni (America 3000), regia di David Engelbach (1986)
- Salomè, regia di Claude d'Anna (1986)
- Pericolosamente vicini (Dangerously Close), regia di Albert Pyun (1986)
- Cobra, regia di George Pan Cosmatos (1986)
- Invaders (Invaders from Mars), regia di Tobe Hooper (1986)
- Asilo di polizia (Detective School Dropouts), regia di Filippo Ottoni (1986)
- Non aprite quella porta - Parte 2 (The Texas Chainsaw Massacre 2), regia di Tobe Hooper (1986)
- Otello, regia di Franco Zeffirelli (1986)
- I cacciatori della notte (Avenging Force), regia di Sam Firstenberg (1986)
- 52 gioca o muori (52 Pick-Up), regia di John Frankenheimer (1986)
- Il tempio di fuoco (Firewalker), regia di J. Lee Thompson (1986)
- Gli avventurieri della città perduta (Allan Quatermain and the Lost City of Gold), regia di Gary Nelson (1986)
- Superfantagenio, regia di Bruno Corbucci (1986)
- Duet for One, regia di Andrej Končalovskij (1986)
- Un milione di pazzi... dollari (Ha-Shiga'on Hagadol), regia di Naftali Alter (1986)
- Malkat Hakitah, regia di Isaac Zepel Yeshurun (1986)
- Assassination, regia di Peter Hunt (1987)
- 5 bambole per 2 matti (Dutch Treat), regia di Boaz Davidson (1987)
- Over the Top, regia di Menahem Golan (1987)
- Bersaglio n. 1 (Number One with a Bullet), regia di Jack Smight (1987)
- Street Smart - Per le strade di New York (Street Smart), regia di Jerry Schatzberg (1987)
- The Barbarians, regia di Ruggero Deodato (1987)
- The Hanoi Hilton, regia di Lionel Chetwynd (1987)
- Doppio gioco (Down Twisted), regia di Albert Pyun (1987)
- La bella e la bestia (Beauty and the Beast), regia di Eugene Marner (1987)
- Il potere magico (Rumpelstiltskin), regia di David Irving (1987)
- Guerriero americano 2 - La sfida (American Ninja 2: The Confrontation), regia di Sam Firstenberg (1987)
- Mascara, regia di Patrick Conrad (1987)
- Dagboek van een oude dwaas, regia di Lili Rademakers (1987)
- I diffidenti (Shy People), regia di Andrej Končalovskij (1987)
- Going Bananas, regia di Boaz Davidson (1987)
- Biancaneve (Snow White), regia di Michael Berz (1987)
- I vestiti nuovi dell'Imperatore (The Emperor's New Clothes), regia di David Irving (1987)
- I duri non ballano (Tough Guys Don't Dance), regia di Norman Mailer (1987)
- King Lear, regia di Jean-Luc Godard (1987)
- Hansel e Gretel (Hansel and Gretel), regia di Len Talan (1987)
- Barfly - Moscone da bar (Barfly), regia di Barbet Schroeder (1987)
- La bella addormentata (Sleeping Beauty), regia di David Irving (1987)
- Robot con un cuore (Too Much), regia di Éric Rochat (1987)
- Superman IV (Superman IV: The Quest for Peace), regia di Sidney J. Furie (1987)
- I dominatori dell'universo (Masters of the Universe), regia di Gary Goddard (1987)
- Kitchen Toto - Il colore della libertà (The Kitchen Toto), regia di Harry Hook (1987)
- Mi arrendo... e i soldi? (Surrender), regia di Jerry Belson (1987)
- Giselle, regia di Herbert Ross (1987)
- Il giustiziere della notte 4 (Death Wish 4: The Crackdown), regia di J. Lee Thompson (1987)
- Agente Hauser, non entrare in quella scuola (Under Cover), regia di John Stockwell (1987)
- Cappuccetto Rosso (Red Riding Hood), regia di Adam Brooks (1988)
- Il principe ranocchio (The Frog Prince), regia di Jackson Hunsicker (1988)
- Braddock: Missing in Action III, regia di Aaron Norris (1988)
- Un'aliena al centro della Terra (Alien from L.A.), regia di Albert Pyun (1988)
- Senza esclusione di colpi (Bloodsport), regia di Newt Arnold (1988)
- Powaqqatsi, regia di Godfrey Reggio (1988)
- Mercenary Fighters, regia di Riki Shelach Nissimoff (1988)
- La guerra di Hanna (Hanna's War), regia di Menahem Golan (1988)
- Appuntamento con la morte (Appointment with Death), regia di Michael Winner (1988)
- Business as Usual, regia di Lezli-An Barrett (1988)
- Salsa, regia di Boaz Davidson (1988)
- Il gatto con gli stivali (Puss in Boots), regia di Eugene Marner (1988)
- Journey to the Center of the Earth, regia di Rusty Lemorande e Albert Pyun (1988)
- Manifesto, regia di Dušan Makavejev (1988)
- Un eroe per il terrore (Hero and the Terror), regia di William Tannen (1988)
- L'estate stregata (Haunted Summer), regia di Ivan Passer (1988)
- Messaggio di morte (Messenger of Death), regia di J. Lee Thompson (1988)
- Galeotti sul pianeta Terra (Doin' Time on Planet Earth), regia di Charles Matthau (1988)
- I giorni randagi, regia di Filippo Ottoni (1988)
- Un grido nella notte (Evil Angels), regia di Fred Schepisi (1988)
- Soggetti proibiti (Kinjite: Forbidden Subjects), regia di J. Lee Thompson (1989)
- Sinbad of the Seven Seas, regia di Enzo G. Castellari (1989)
- Cyborg, regia di Albert Pyun (1989)
- Mack the Knife, regia di Menahem Golan (1989)
- The Rose Garden, regia di Fons Rademakers (1989)
- Il segreto della caverna di ghiaccio (The Secret of the Ice Cave), regia di Radu Gabrea (1989)
- A Man Called Sarge, regia di Stuart Gillard (1990)
- Rockula, regia di Luca Bercovici (1990)
- Il ballo proibito (Lambada), regia di Joel Silberg (1990)
- Colombia Connection - Il massacro (Delta Force 2: The Colombian Connection), regia di Aaron Norris (1990)
- Colpi proibiti (Death Warrant), regia di Deran Sarafian (1990)
- Tipat Mazal, regia di Ze'ev Revach (1992)
- Lelakek Tatut, regia di Uri Barbash (1992)
- Street Knight, regia di Albert Magnoli (1993)
- Il guerriero d'acciaio (American Cyborg: Steel Warrior), regia di Boaz Davidson (1993)
- Le notti proibite del Marchese De Sade (Night Terrors), regia di Tobe Hooper (1993)
- Vendetta eterna (The Mummy Lives), regia di Gerry O'Hara (1993)
- Hellbound - All'inferno e ritorno (Hellbound), regia di Aaron Norris (1994)
- Avamposto cinese (Chain of Command), regia di David Worth (1994)
- Ha-Dybbuk B'sde Hatapuchim Hakdoshim, regia di Yossi Somer (1997)
- Pa'amaim Buskila, regia di Jacob Kotzky e Ze'ev Revach (1998)
- Speedway Junky, regia di Nickolas Perry (1999)
- Delta Force One: The Lost Patrol, regia di Joseph Zito (2000)
- Lemon Popsicle 9: The Party Goes On, regia di Tzvi Shissel (2001)
- Teatron Lo Huki, regia di Bettina Fainstein (2002)
- Ha-Bsora Al-Pi Elohim, regia di Assi Dayan (2004)
- Mashehu Matok, regia di Dan Turgeman (2004)
- Vai e vivrai (Va, vis et deviens), regia di Radu Mihaileanu (2005)
- All Is Well by Me, regia di Yaron Amitai e Erez Tadmor (2005)
- Michtavim Le America, regia di Hanan Peled (2006)
- Melah Ha'arets, regia di Uri Barbash (2006)
- O' Jerusalem (O Jerusalem), regia di Élie Chouraqui (2006)
- Rak Klavim Ratzim Hofshi, regia di Arnon Zadok (2007)
- Havurat Rosh Kruv, regia di Ofir Lobel (2010)